# Beta Volantis
Désignations
Beta Volantis (β Vol / β Volantis) est l'étoile la plus brillante de la constellation du Poisson volant.
C'est une géante orange de type spectral K2III et de magnitude apparente 3,77. Elle est à environ 108 années-lumière de la Terre.